# Słupia pod Kępnem
Słupia pod Kępnem (deutsch Slupia, 1939–1943 Freienfelde, 1943–1945 Luben) ist eine Ortschaft mit einem Schulzenamt der Landgemeinde Baranów im Powiat Kępiński der Woiwodschaft Großpolen in Polen.

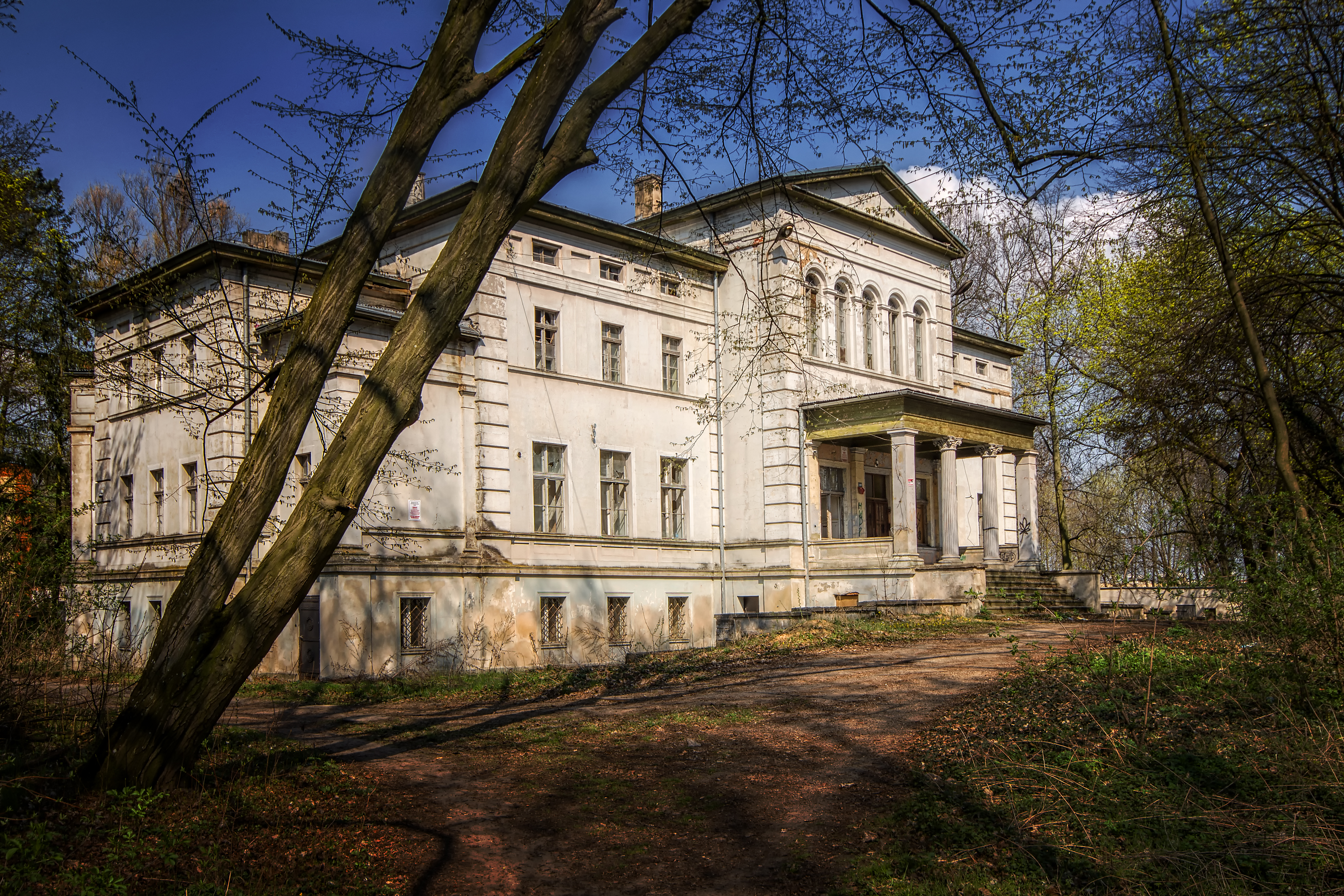
Schloss Słupia

## Geschichte
Anfänglich gehörte das Gebiet um Ostrzeszów und Kępno politisch zu Schlesien, wurde aber am wahrscheinlichsten um das Jahr 1146 Teil Großpolens. Aus dieser Zeit rührte die bis 1821 bestehende Zugehörigkeit zum Bistum Breslau.
Erstmals urkundlich erwähnt wurde Slupz im Jahr 1253, als das Dorf im Besitz des Prämonstratenserstifts St. Vinzenz in Breslau war. 1279 erhielt der Ort Slup im Kreis Kalisz das deutsche Recht.
Der Ortsname, ursprünglich Słup, ist vom femininen Appellativ słuṕ (nach A. Bańkowski rekonstruiert als *sъlupь : *sъ-lupiti = Baum von der Rinde abgeschält), abgeleitet. In der Neuzeit sekundär Słupia und Słupie. In der Zwischenkriegszeit wurde pod Kępnem (bei Kępno) im Namen hinzugefügt, um es vom benachbarten, schlesischen Słupia, heute Słupia pod Bralinem, zu unterscheiden.
1381 gehörte der Ort zum Kreis Bolesławiec des Herzogtums Wieluń. 1401 wurde das Gebiet von Ostrzeszów vom polnischen König dauerhaft an das Weluner Land angeschlossen. Ungefähr ab dem Jahr 1420 gehörte es der Woiwodschaft Sieradz. 1638 wurde eine Filialkirche von Opatów in Słupia erwähnt.
Im Zuge der Zweiten Polnischen Teilung kam der Ort 1793 an Preußen. Nach dem Ende des Ersten Weltkriegs kam Słupia zur polnischen Woiwodschaft Posen. Im Jahr 1921 gab es in der Gemeinde Słupia pod Kępnem im Powiat Kępno 105 Häuser mit 724 Einwohnern, die alle polnische Römisch-Katholiken waren.
Beim Überfall auf Polen 1939 wurde das Gebiet von den Deutschen besetzt und dem Landkreis Kempen im Reichsgau Wartheland zugeordnet.
Von 1975 bis 1998 gehörte Słupia pod Kępnem zur Woiwodschaft Kalisz.

## Persönlichkeiten
- Wincenty Niemojowski (1784–1834), polnischer liberaler Politiker
- Bonawentura von Niemojowski (1787–1835), 1830/31 Präsident der polnischen Nationalregierung